# Хитрец, Рудольф
Рудольф Хитрец (сербохорв. Rudolf Hitrec; 12 апреля 1903, Загреб, Транслейтания — 1970, Загреб) — югославский футболист, игравший на позиции полузащитника. Известный по выступлениям за клуб «Граджянски» (Загреб), а также национальную сборную Югославии. Двукратный чемпион Югославии. После завершения карьеры игрока — тренер, возглавлял сборную Хорватии.

## Клубная карьера
Является воспитанником футбольного клуба «Конкордия» (Загреб), в котором выступал до 1921 года.
С 1921 года находился в составе команды «Граджянски» (Загреб), в официальном матче дебютировал только 15 июня 1924 года в матче чемпионата Загреба против клуба ХАШК (3: 3). С тех пор стал основным игроком. Входил в состав знаменитого трио полузащитников клуба: Рудольф Хитрец — Рудольф Рупец — Густав Ремец. Отмечался хорошим видением поля, высокой техникой и умением отдать точный и своевременный пас. Многократный чемпион Загреба и обладатель Кубка Загреба.
В 1926 году стал победителем чемпионата Югославии. В 1/4 финала «Граджянски» разгромил без Рудольфа клуб «Илирия» (Любляна) (7: 1), а в 1/2 «Славию» (Осиек) со счетом 7: 0 уже при участии Хитрец, забившего в этом матче три гола. В финале клуб встретился с победителем двух предыдущих чемпионатов клубом «Югославия», и победил со счетом 2: 1.
Второй титул чемпиона Югославия Хитрец выиграл в 1928 году. Команда добилась четырех побед при одном поражении в однокруговом турнире среди шести команд. Рудольф сыграл во всех пяти матчах чемпионата.
По окончании сезона чемпион победил со счетом 5: 1 «Югославию» в отборочном матче за право сыграть в международном турнире для ведущих клубов Центральной Европы — Кубке Митропы. В 1/4 финала кубка «Граджянськи» победил в первом матче чемпиона Чехословакии клуб «Виктория Жижков» — 3: 2. Однако, в ответном матче уверенную победу праздновали соперники — 1: 6.
После 1928 года Хитрец играл в основном составе «Граджянски» значительно реже. В общем сыграл в 1924—1930 годах в официальных играх 73 матча и забил 6 мячей. Среди них 14 матчей и 4 гола в финальном турнире чемпионата Югославии, 44 матча и 2 гола в чемпионате Загреба и квалификации к национальному первенству, 12 матчей в Кубка Загреба, 2 матча в Кубке Митропы, и 1 матч в квалификации к кубку Митропы.
Младший брат Рудольфа Иван Хитрец также был известным футболистом, который большую часть футбольной карьеры провел в загребской команде ХАШК, также выступал в составе сборной.

## Выступления за сборную
В 1926 году сыграл единственный официальный матч в составе национальной сборной Югославии в игре против сборной Болгарии (3: 1).
Выступал в составе сборной Загреба. В частности, в 1924, 1925 и 1926 годах в составе сборной города становился победителем Кубка короля Александра, турнира для сборных крупнейших городов Югославии.
В 1924 году загребская команда могла вылететь уже в первом раунде кубка короля, после поражения от сборной Осиека. Однако, результат матча был аннулирован из-за участия дисквалифицированного игрока в составе команды соперников. В 1/2 финала сборная Загреба победила команду Любляны 3: 2, а в финале с таким же счетом 3: 2 команду Сплита, Хитрец забил один из мячей своей команды в финале .
В следующем розыгрыше 1925 года Загреб также в финале переиграл Сплит со счетом 3: 1, а на предыдущих стадиях победил Любляну (3: 1) и Белград (2: 1) .
В первенстве 1926 года сборная Загреба последовательно переиграла команды Сараево (6: 2), Суботица (4: 3) и Белграда в финале (3: 1). Таким образом сборная Загреба в третий раз подряд выиграла турнир и навечно оставила трофей, подаренный тогдашним королем Александром.

## После завершения игровой карьеры
После провозглашения в 1941 году Независимого Государства Хорватия, Рудольф Хитрец был назначен президентом футбольной федерации новообразованного государства. На этой должности работал до 1942 года. Также он был тренером сборной Хорватии в ее первом международном матче против сборной Германии, который состоялся в Вене 15 июня 1941 года и завершился поражением хорватов со счетом 1: 5.
С 1945 по 1963 год Рудольф Хитрец работал врачом-терапевтом в военном госпитале в Загребе.

## Трофеи и достижения
- Чемпион Югославии : 1926, 1928
- Серебряный призер чемпионата Югославии : 1925
- Чемпион футбольной ассоциации Загреба : 1923-24, 1924-25, 1925-26, 1927-28
- Обладатель Кубка Загреба : 1927, 1928
- Обладатель Кубка короля Александра : 1924, 1925, 1926